# Mohrsville, Pennsylvania
Mohrsville, Pennsylvania (енгл. Mohrsville) насељено је место без административног статуса у америчкој савезној држави Пенсилванија.

## Демографија
По попису из 2010. године број становника је 383.
| Група             | 2000.    | 2010.       |
| Белци             | 0 (0,0%) | 350 (91,4%) |
| Афроамериканци    | 0 (0,0%) | 5 (1,3%)    |
| Азијати           | 0 (0,0%) | 14 (3,7%)   |
| Хиспаноамериканци | 0 (0,0%) | 9 (2,3%)    |
| Укупно            | 0        | 383         |